# Легислатура Вайоминга
Легислатура Вайоминга (англ. Wyoming State Legislature) — законодательной орган штата Вайоминг. Легислатура состоит из двух палат — Палаты представителей Вайоминга с 62 членами и Сената Вайоминга с 31 членом. Численность членов палат легислатуры меняется в случае изменения границ избирательных округов, последнее из которых произошло в 2022 году. Заседания легислатуры проходят в Капитолии штата Вайоминг, расположенном в Шайенне. Сенаторы избираются на четыре года, а представители — на два года без ограничений по числу сроков для членов обеих палат. Очередные всеобщие выборы проводятся в чётные годы, причём выборы сенаторов также проходят раз в два года: каждый чётный год переизбирается половина Сената.
Легислатура была создана в соответствии со ст. 3 Конституции Вайоминга и стала преемницей легислатуры территории Вайоминг, которая прекратила своё существование после присоединения территории к США. Первая сессия легислатуры проходила с 12 ноября 1890 года по 10 января 1891 года. В действующей 67-й легислатуре, заседающей с 2023 года, квалифицированное большинство имеет Республиканская партия: 57 из 62 мест в Палате представителей и 29 из 31 места в Сенате занимают республиканцы.
Легислатура Вайоминга относится к так называемым «легислатурам по совместительству». Члены легислатуры заняты неполное рабочее время, и должность законодателя редко является их основным занятием. Заседания проходят только в определённые периоды года. Законодатели получают сравнительно небольшое вознаграждение, а численность сотрудников легислатуры относительно низкая. Тем не менее, в период с 1996 по 2018 год отмечалось постепенное увеличение числа рабочих дней, включая удлинение межсессионных совещаний.

## Законодательные сессии
Легислатура собирается на общее заседание каждый нечётный год, начиная со второго вторника января. Длительность общего заседания не может превышать 40 законодательных дней. В чётные годы легислатура собирается на бюджетную сессию, начинающуюся во второй понедельник февраля, которая обычно длится 20 законодательных дней. За исключением проекта бюджета, для внесения всех иных законопроектов на бюджетную сессию требуется две трети голосов Сената или Палаты представителей. В течение двухгодичного периода легислатура не может собираться более чем на 60 дней. Губернатор штата или легислатура праве созывать специальные сессии в любое время.

## Руководство
После всеобщих выборов, проводимых в чётные годы, законодатели проводят партийные совещания для избрания законодательного руководства от каждой партии на предстоящий двухлетний период. Члены руководства приступают к исполнению своих обязанностей в январе после всеобщих выборов.
Руководство Сената
- Председатель Сената
- Заместитель председателя Сената
- Лидер большинства
- Лидер меньшинства
- Секретарь меньшинства
- Председатель меньшинства на партийном совещании

Руководство Палаты представителей
- Спикер Палаты представителей
- Временный спикер Палаты представителей
- Лидер большинства
- Секретарь большинства
- Лидер меньшинства
- Секретарь меньшинства
- Председатель меньшинства на партийном совещании

В легислатуре существует также Совет по управлению (Management Council), осуществляющий руководство легислатурой и выполняющий функции её административного отдела; он является директивным органом в периоды между сессиями легислатуры. Совет по управлению состоит из 13 членов, представляющих обе партии, и по большей части включает законодателей, занимающих в легислатуре руководящие должности. Совет по управлению назначает директора Отдела обслуживания легислатуры (Legislative Service Office) и утверждает персонал, нанимаемый директором, а председатель Сената и спикер Палаты представителей нанимают временный персонал для своих соответствующих органов на период проведения законодательных сессий.

## История
До основания легислатуры Вайоминга на его территории, подобно другим западным штатам, действовала легислатура территории Вайоминг. На неё распространялась большая часть парламентских правил, действующих в других полноправных легислатурах штатов. Легислатура Вайоминга была учреждена в 1890 году в связи с принятием Конституции Вайоминга и вхождением Вайоминга в состав США.
До 1992 года члены легислатуры избирались по округам (county). В 1992 году штат был разделён на 60 избирательных округов Палаты представителей и 30 округов Сената, после чего члены законодательного органа стали избираться по избирательным округам (district): от каждого округа Палаты представителей избирается один представитель, а от каждого округа Сената — один сенатор.
В 2004 году Верховный Суд Вайоминга признал ограничения по числу сроков неконституционными, что привело к отмене принятого десятилетием ранее закона, ограничивавшего срок полномочий сенаторов тремя сроками (двенадцать лет), представителей — шестью сроками (двенадцать лет).

### Женское избирательное право
Во времена существования Вайоминга как территории легислатура Вайоминга сыграла решающую роль в американском суфражистском движении. В 1869 году, через четыре года после окончания Гражданской войны в США и за 35 лет до того, как избирательное право женщин стало заметным политическим вопросом в США, Великобритании и ряде других стран, легислатура Вайоминга предоставила право голоса всем женщинам старше 21 года. Таким образом, Вайоминг стал первой территорией Соединённых Штатов, где женщинам было в чётко выраженной форме предоставлено право голоса. Новость об этом быстро распространилась по соседним территориям и штатам. В 1870 году легислатура территории Юта последовала примеру и также предоставила женщинам избирательные права.
Решение легислатуры было вызвано рядом факторов, среди которых привлечение женщин из восточных штатов на территорию Вайоминг для увеличения численности населения (которое постоянно было в числе наименьших среди всех штатов Америки), популяризация новой территории, привлечение большего числа избирателей (для существовавшей политической элиты и, опять же, в связи с малочисленностью населения). Видную роль в принятии законопроекта сыграл председатель Совета легислатуры территории Вайоминг Уильям Брайт, внёсший соответствующий законопроект. В отличие от ряда законодателей, первоначально воспринявших законопроект как шутку, Брайт серьёзно относился к проблеме женского избирательного права. По словам историка Чарльза Кутанта, один из законодателей проголосовал за закон об избирательном праве для женщин, считая его «правильным и справедливым».
В связи с изменениями избирательного права территории в 1869 году Конгресс США был враждебно настроен к Вайомингу и его легислатуре. В 1889—1890 годах, когда велась подготовка к приданию Вайомингу статуса штата США и разработка новой конституции Вайоминга, которая также должна была закреплять женское избирательное право, Конгресс угрожал отказать Вайомингу в наделении статусом штата, если в нём не будет отменено право женщин участвовать в выборах. После того, как легислатура Вайоминга и правительство территории отправили в Вашингтон телеграмму с ультиматумом, что Вайоминг предпочтёт сохранение статуса территории тому, чтобы стать штатом без избирательного права для женщин, Конгресс отказался от своей угрозы, и 10 июля 1890 года президент Бенджамин Гаррисон подписал закон, по которому Вайоминг стал 44-м штатом США.
Раннее участие женщин в политической жизни Вайоминга продолжилось и в XX веке. В 1925 году Нелли Тейло Росс, член Демократической партии, по результатам выборов губернатора 1924 года стала первой женщиной-губернатором в истории Соединённых Штатов.

## Требования к кандидатам
Кандидатом в сенаторы может быть лицо не моложе 25 лет, которое является гражданином США и жителем Вайоминга, а также проживало в представляемом округе не менее 12 месяцев, предшествующих выборам. К кандидатам в члены Палаты представителей предъявляются аналогичные требования, за исключением возраста: представителем может быть лицо не моложе 21 года.

## Зарплата
Основная зарплата сенаторов и представителей одинакова и на 2023 год составляла 150 долларов США за календарный день, также выплате подлежат суточные (пособие на проживание, питание и другие расходы) по ставке 109 долларов в день. Средняя суммарная заработная плата за двухлетний период по данным 2019 года составила 20 655 долларов. Законодателям возмещаются траты на проезд; в 2023 году размер такого возмещения составил 65,5 цента за милю.